# Системна биология
Системната биология е научна дисциплина, която е формирана в пресечната точка на биологията и теория на сложните системи. Отначало терминът е използван от W. Zieglgänsberger и TR. Tölle в статията им от 1993 .
Терминът днес се използва, за да опише голям брой нови и модерни направления в биологичните изследвания и течението, което се базира на тях. Пропонентите на системната биология я описват като базирана на биологията област на интердисциплинарно изследване, което се фокусира на комплексните взаимодействия на биологичните системи, като твърдят, че се използва една нова перспективна (холизъм вместо редукционизъм). Специално след 2000 година терминът е използван широко в биологичните науки, както и в различни контексти. Като често посочвана амбиция на системната биология е моделирането и откриването на възникващи характеристики, т.е характеристики на система, чието теоретично описание е само възможно с използване на техники, които са част от системната биология.